# Evening Prayer

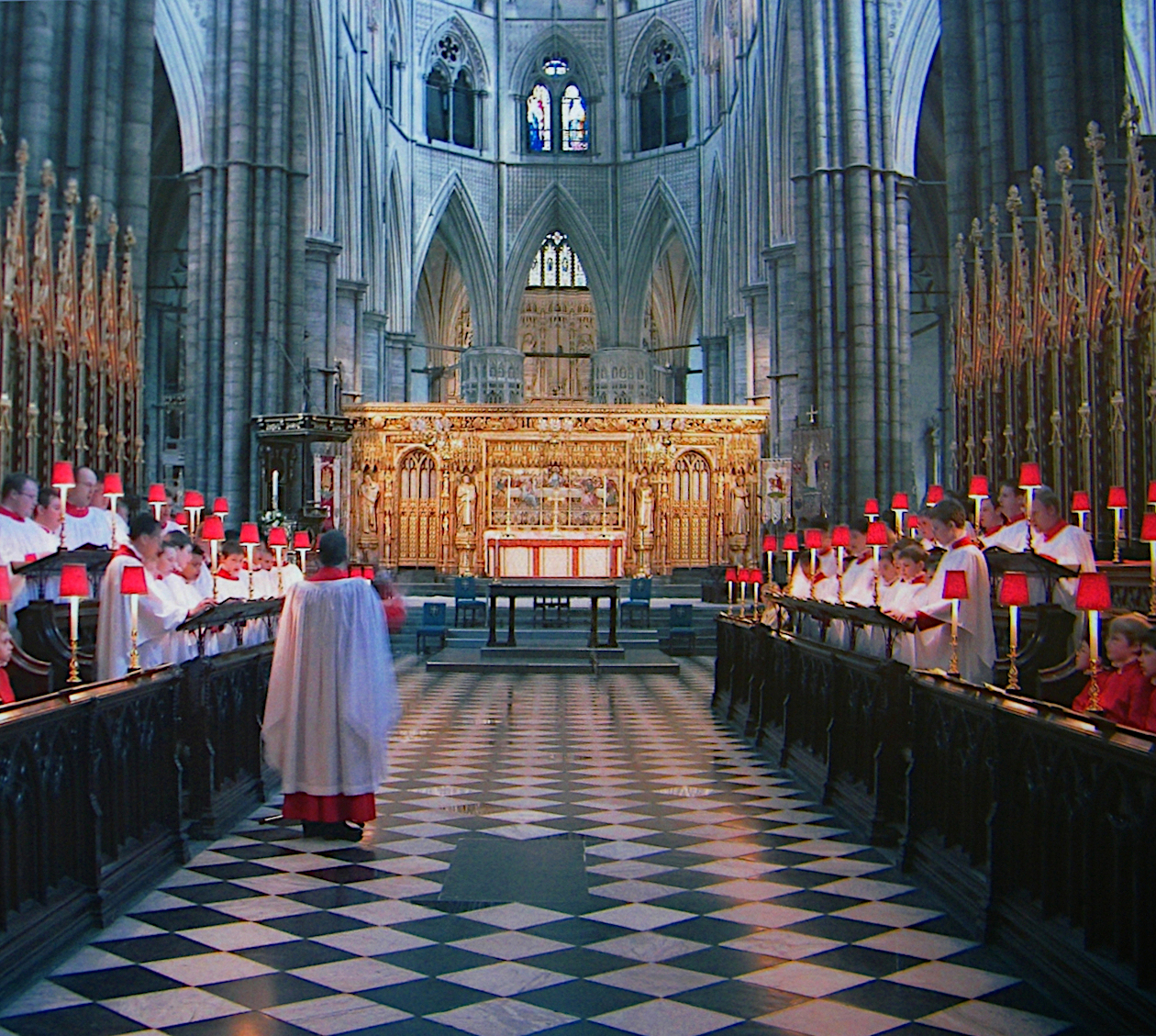
Der Evening Prayer hat oft die Form des „Choral Evensong“, so wie hier in der Westminster Abbey.

Das Evening Prayer ist das gemeinschaftliche Abendlob in den Kirchen der Anglikanischen Gemeinschaft. Die gesungene Form des Evening Prayer ist als Evensong bekannt. Die Liturgie des Evening Prayer entspricht etwa der Vesper der Römisch-katholischen Kirche und der Evangelisch-lutherischen Kirchen, obwohl sie ursprünglich als Kombination von Vesper und Komplet geformt wurde. Obwohl viele anglikanische Kirchen in der Welt heute für ihre Sakramentsgottesdienste die Agende Common Worship oder andere Agenden verwenden, folgt insbesondere der „Choral Evensong“ weiterhin der Ordnung des Book of Common Prayer von 1662, das in der Church of England auch noch immer maßgeblich ist.
Dem Evening Prayer darf im Gegensatz zur Eucharistiefeier  ein Laie vorstehen. Er wird von vielen Anglikanerinnen und Anglikanern im privaten Rahmen täglich gebetet. In der öffentlichen Feier in Kathedralen, Pfarrkirchen oder Kapellen wird es in der Regel durch eine Klerikerin bzw. einen Kleriker als Offiziantin bzw. Offiziant sowie die Gemeinde ausgeführt. In der Variante „Choral Evensong“ übernimmt der Chor mehr als drei Viertel der Texte, die Gemeinde hört hauptsächlich zu bzw. betet die Texte innerlich mit.

## Liturgie nach einem Book of Common Prayer

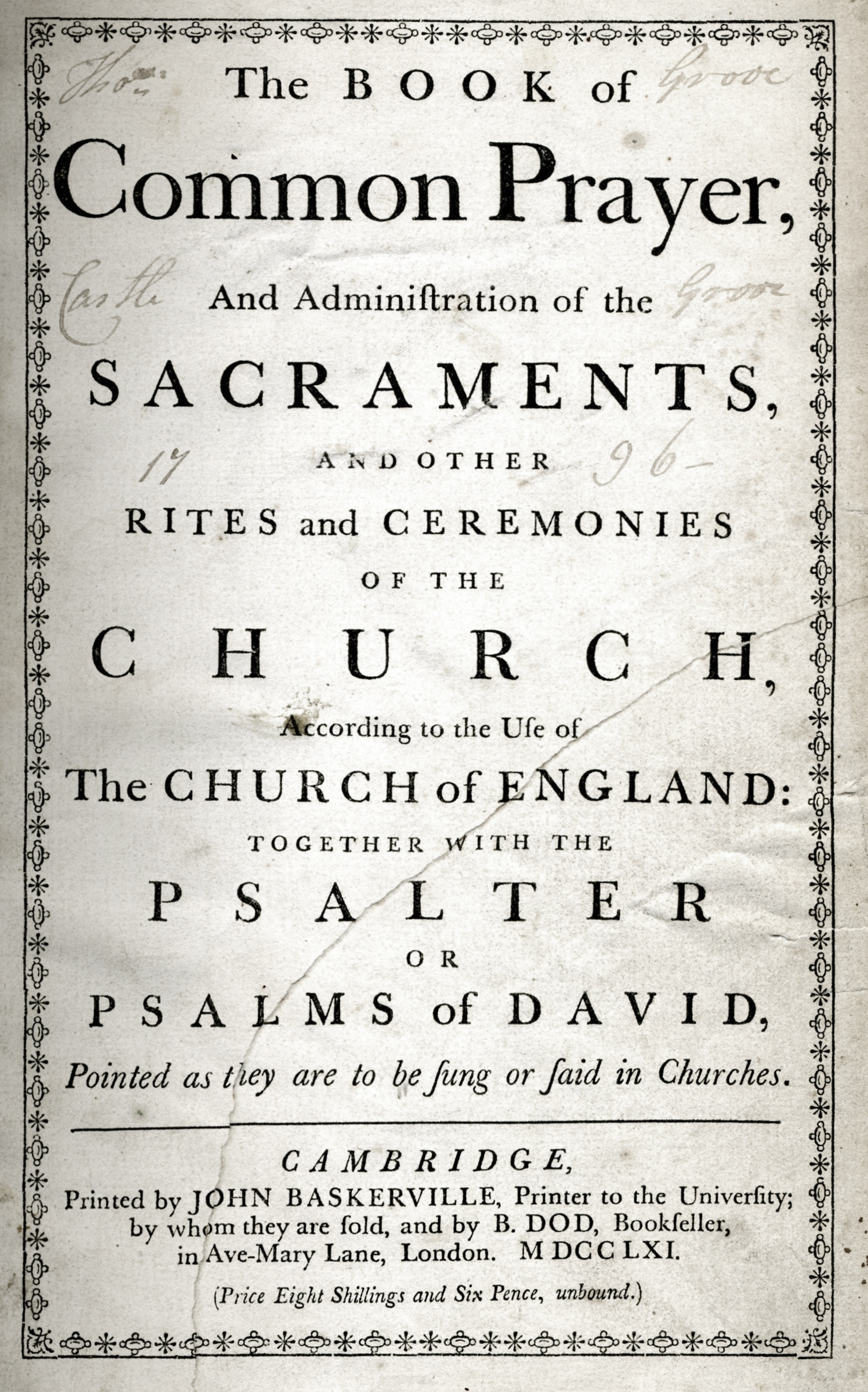
Das Book of Common Prayer (1662) als Agende der Church of England. In ihm findet sich die Ordnung des Evening Prayer, wie es bis heute traditionell gebetet wird.

Das Evening Prayer in der Ordnung nach traditionellen Agenden wie dem Book of Common Prayer (1662) der Church of England, dem Agenden wie das Book of Common Prayer der Anglican Church of Canada (1959) oder das Book of Common Prayer der Episcopal Church in den USA (1979) folgen, entspricht im Grunde dem Ablauf des Morning Prayer, nur mit dem Magnificat und dem Nunc dimittis als Cantica aus dem Neuen Testament und den drei Orationen, die speziell für den Abend bestimmt sind.
Das Evening Prayer in der Ordnung nach dem Book of Common Prayer (1662) der Church of England enthält folgende Elemente:
- Sentences of the Scriptures: Biblische Voten zur Eröffnung
- Penitential Introduction: Begrüßung mit Schuldbekenntnis, Absolution und Vaterunser
- Opening Preces: Bitten zur Eröffnung
- Psalm: Vortrag mindestens eines Psalms
- Old Testament Reading: Lesung aus dem Alten Testament
- Magnificat, kann durch Psalm 98 ersetzt werden.
- New Testament Reading: Lesung aus dem Neuen Testament
- Nunc dimittis, kann durch Psalm 67 ersetzt werden
- The Apostles’ Creed: Apostolisches Glaubensbekenntnis
- Lesser Litany, Lord’s Prayer and Suffrages: Salutation und Bitte um Erbarmen, Vaterunser und weitere Bitten
- Collects (Drei Orationen): 1. Oration des Tages, 2. Oration für den Frieden, 3. Oration zur Hilfe gegen alle Gefahren.
- Anthem: im gesungenen Evensong eine Chorkomposition mit geistlichem Text
- Prayer for the King’s Majesty / A Prayer for the Royal Family: Gebete für die königliche Familie. Fällt dort weg, wo die Königin bzw. der König kein Staatsoberhaupt ist
- Prayer for the Clergy and People: Gebet für Klerus und die Allgemeinheit
- Prayer of Saint Chrysostom: Gebet um Annahme der Bitten, Johannes Chrysostomos zugeschrieben
- The Grace: Abschlussvotum aus 2. Korinther 13 LUT

Je nach örtlicher Gepflogenheit kann das Evening Prayer durch eine Predigt ergänzt werden. In Gemeinden mit anglo-katholischer Ausrichtung wird die gesungene Form des Evening Prayer manchmal auch mit einer kurzen eucharistischen Anbetung und dem sakramentalen Segen verbunden und dann „Evensong and Benediction“ genannt.

## Besonderheiten der gesungenen Form „Choral Evensong“
In der gesungenen Form mit Chor fällt der Gemeinde nur das Sprechen bzw. Singen des Apostolischen Glaubensbekenntnisses zu, ebenso des Vaterunsers, wenn dieses nicht vom Chor mehrstimmig ausgeführt wird. Vielerorts wird daher noch mindestens ein gemeinsam gesungenes Kirchenlied eingefügt; verbreitet ist auch das gemeinschaftliche Singen eines gregorianischen Hymnus (Office Hymn) vor dem Psalm.
Vielerorts ist es auch üblich, dass der Chor ganz zu Beginn einen mehrstimmigen Introitus singt, oft in einem Seitenschiff oder der Antechapel, bevor der Einzug in den Chorraum erfolgt.
Die Opening Preces werden responsorial zwischen Offiziantin bzw. Offiziant und Chor ausgeführt.
In der Episcopal Church der USA kann den Opening Preces das Phos hilaron in englischer Sprache folgen, verbunden mit einem entsprechenden Lichtritus (Anzünden der Kerzen).
Der Psalm bzw. die Psalmen werden in aller Regel auf einen mehrstimmigen „Anglican Chant“ gesungen. Einige wenige Gemeinden pflegen die Rahmung durch eine gesungene, einstimmige Antiphon, bei der auch die Gemeinde beteiligt sein kann.
Beim Magnificat pflegen einige wenige Gemeinden (z. B. die Lincoln Cathedral) die Rahmung durch eine gesungene, einstimmige Antiphon.
Die Lesser Litany und die Suffrages werden responsorial zwischen Offiziantin bzw. Offiziant und Chor ausgeführt.
Die drei Orationen werden von der Offiziantin bzw. vom Offizianten einstimmig gesungen, jede Oration wird dann vom Chor mit einem mehrstimmigen „Amen“ beantwortet.

## Kompositionen für den „Choral Evensong“
Da das Morning Prayer in seiner gesungenen Fassung heute vergleichsweise selten gepflegt wird, liegt das Interesse von Komponistinnen und Komponisten heute sehr stark auf den Texten des Evening Prayer. Mehrstimming vertont werden vor allem die beiden Cantica in englischer oder lateinischer Sprache (im Fachjargon abkürzend als „Mag and Nunc“ bezeichnet) sowie die Preces and Responses, wozu grundsätzlich die Opening Preces, die Lesser Litany, die Suffrages und das dreifache Amen gehören. Mehrstimmig gesetzt sind nur die Verse des Chores, die Verse für Offiziantin bzw. Offiziant sind immer einstimmig. Letztere folgen oft dem Wortlaut von John MerbeckesThe Booke of Common Praier Noted von 1550. Das Vaterunser wird oft gesprochen oder auf einen Rezitationston gesungen, in vielen Vertonungen der Preces and Responses ist aber auch eine mehrstimmige Fassung des Vaterunsers eingeschlossen. Zusammengefasst werden die mehrstimmigen Vertonungen oft unter dem Titel Evening Service, sehr oft auch ergänzt um den Namen der Kirche oder des Colleges, welche(s) die Vertonung in Auftrag gegeben hat.
Es gibt unzählige Cantica-Vertonungen, doch inzwischen hat sich eine Art Kanon herausgebildet, der neben Werken aus der älteren Musikgeschichte, etwa von Orlando Gibbons oder Henry Purcell auch Komponisten des Viktorianischen Zeitalters wie Charles Villiers Stanford und des 20. Jahrhunderts wie Herbert Howells umfasst. Seit den 2020er Jahren finden vermehrt auch Vertonungen aus der Feder von Komponistinnen Eingang ins Standardrepertoire.
Vertonungen von Komponisten, die nicht in den Commonwealth-Staaten oder den USA sozialisiert worden sind, haben ebenfalls ins Standardrepertoire Einzug gehalten. Dies gilt besonders für Arvo Pärts Magnificat, das im Auftrag des Deutschen Musikrats für den Staats- und Domchor Berlin entstand. Felix Mendelssohn Bartholdys Magnificat op. 69,3 MWV B59 und sein Nunc dimittis op. 69,1 MWV B60 waren ursprünglich für den Evensong bestimmt, mit dessen reicher chorischer Tradition Mendelssohn auf seinen zahlreichen Englandbesuchen vertraut geworden war. Mendelssohn komponierte diese Werke im Jahr seines Todes 1847 und vertonte sie zweisprachig, mit dem englischen Text des Book of Common Prayer sowie dem deutschen Text der Lutherbibel.

## Kirchen, in denen ein „Choral Evensong“ fester Bestandteil der Gottesdienstordnung ist

### England

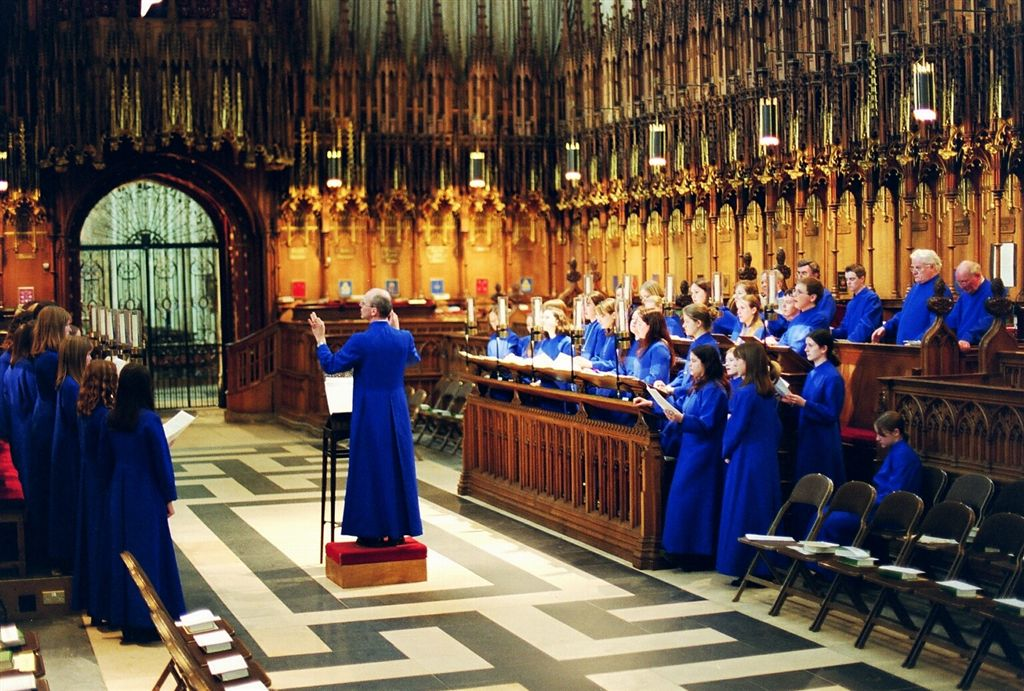
Der Chor probt für einen Evensong im York Minster

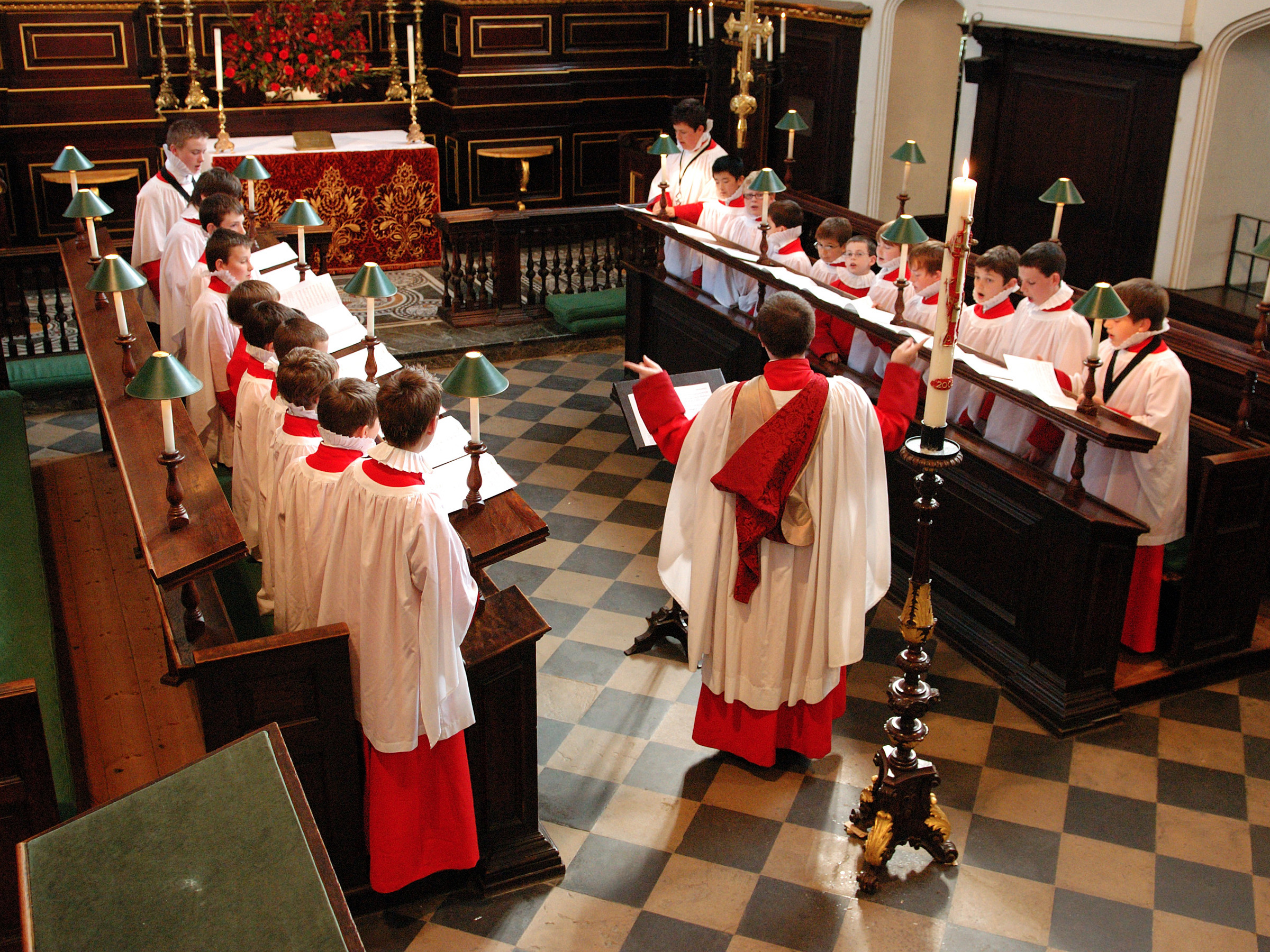
Der Kirchenchor der All Saints’ Church in Northampton singt beim Evensong

In den meisten Kathedralen der Church of England, in der Westminster Abbey sowie in den Kapellen vieler Colleges an der University of Oxford, der University of Cambridge, der University of Durham sowie am King’s College London ist ein „Choral Evensong“ fester Bestandteil der Gottesdienstordnung.
In der Kathedrale von Canterbury wird der „Choral Evensong“ im Grundsatz an sieben Tagen der Woche gepflegt. Fast alle Einsätze werden durch die kathedraleigenen Chöre (Boy Choristers, Girl Choristers, Lay Clerks/Choral Scholars) bestritten, punktuell treten aber auch Gastchöre in Erscheinung. In den College-Kapellen in Oxford und Cambridge ist während der Vorlesungszeit (Term) ein „Choral Evensong“ zumindest am Sonntag und an einem Wochentag üblich, in den Kapellen der Colleges mit bedeutender Chortradition, etwa am New College oder Magdalen College in Oxford oder am King’s College oder St John’s College in Cambridge liegt die Zahl im Zeitraum von Montag bis Samstag bei vier bis sechs Evensongs. Während der Sommerferien wird der Evensong in vielen Kathedralen durch Gastchöre aus dem In- oder Ausland gestaltet.
Abseits der Kathedralen, Universitäts- und Hochschulkapellen wird der Evensong auch in einigen Pfarrkirchen Englands gepflegt. Etliche Kirchen in der Londoner Innenstadt leisten sich einen professionellen Chor und haben wöchentlich einen „Choral Evensong“ in der Gottesdienstordnung, darunter die All Saints Church in der Margaret Street, die Church of the Holy and Undivided Trinity an der Sloane Street und die St Bride’s Church in der Fleet Street. Die Leeds Parish Church, seit 2021 Leeds Minster genannt, war dafür berühmt, die einzige Pfarrkirche Englands zu sein, die täglich den Evensong pflegte. Diese Praxis wurde 2015 mit der Auflösung des Knabenchores aufgegeben.

### Schottland und Wales
Wegen der besonderen Kirchengeschichte Schottlands ist der Evensong eine Tradition in der Scottish Episcopal Church, nicht in der Church of Scotland. Einige anglikanische Kathedralen und Kirchen Schottlands, die eine Chortradition pflegen, kennen auch den „Choral Evensong“, darunter die St Mary’s Cathedral und die Old Saint Paul’s Church in Edinburgh, die St Mary’s Episcopal Cathedral, Glasgow und die St Margaret of Scotland in Aberdeen. In vielen Kathedralen der Church in Wales ist ein „Choral Evensong“ ebenfalls fester Bestandteil der Gottesdienstordnung.

### Irland
In den größeren Kirchen und Kathedralen der Church of Ireland wird der Evensong gepflegt; auf dem Gebiet der Republik Irland wird er sechs Mal die Woche in der St. Patrick’s Cathedral, zwei Mal die Woche in der Christ Church Cathedral und einmal die Woche im Trinity College Dublin gesungen. Auch im Gebiet des zum Vereinigten Königreich gehörenden Nordirland findet sich der Evensong, namentlich in den Kathedralen von Armagh, Londonderry und Downpatrick.

### Vereinigte Staaten von Amerika
- Alabama
  - Cathedral Church of the Advent, Birmingham[7]
- California
  - Grace Cathedral, San Francisco[8]
  - St. Paul’s Cathedral, San Diego[9]
  - St. Thomas the Apostle Hollywood
  - St. Wilfrid of York Episcopal Church, Huntington Beach
  - St. James-in-the-City, Los Angeles[10]
- Colorado
  - Grace and St. Stephen’s Episcopal Church, Colorado Springs[11]
  - St. Andrew’s Episcopal Church, Denver[12]
  - Saint John’s Cathedral, Denver[13]
  - St. John’s Episcopal Church, Boulder[14]
- District of Columbia
  - St. Paul’s Parish, K Street[15]
  - Christ Church, Georgetown[16]
  - St John’s Church, Lafayette Square[17]
  - Church of the Ascension and St Agnes
  - Washington National Cathedral[18]
- Florida
  - Cathedral Church of St. Peter (St. Petersburg, Florida)
  - Church of the Redeemer, Sarasota
  - Trinity Episcopal Cathedral, Miami[19]
  - Saint Philip’s Episcopal Church, Coral Gables
- Georgia
  - Episcopal Cathedral of Saint Philip, Atlanta[20]
  - St. Bartholomew’s Episcopal Church, Atlanta[21]
  - St. Barnabas Anglican Church, Dunwoody
  - St. James’ Episcopal Church, Marietta
- Illinois
  - St. James Cathedral, Chicago[22]
- Indiana
  - Christ Church Cathedral, Indianapolis[23]
- Louisiana
  - St. Mark’s Cathedral, Shreveport
- Maryland
  - Grace and St Peter’s Church, Baltimore[24]
- Massachusetts
  - All Saints Parish, Brookline[25]
  - Church of the Advent, Boston[26]
  - Trinity Episcopal Church, Boston[27]
- Minnesota
  - St. Mark’s Episcopal Cathedral, Minneapolis[28]
- Missouri
  - Christ Church Cathedral, St. Louis
  - The Church of St. Michael & St. George, St. Louis[29]
  - St. Peter’s Episcopal Church, St. Louis[30]
- New Jersey
  - Christ Church in Bloomfield & Glen Ridge
  - Grace Church, Madison
  - Trinity Church, Princeton
- New York
  - Cathedral of All Saints, Albany
  - St. Paul’s Cathedral, Buffalo
  - Cathedral of St John The Divine, New York City (Manhattan)[31]
  - St. Thomas Episcopal Church Fifth Avenue, New York City (Manhattan)[32]
  - St Mary the Virgin, New York City (Manhattan)
  - St. Paul’s Episcopal Church, Carroll Street, New York City (Brooklyn)
- North Carolina
  - Duke University Chapel, Durham[33]
- Ohio
  - Trinity Episcopal Cathedral, Cleveland[34]
- Oklahoma
  - Trinity Episcopal Church, Tulsa[35]
- Oregon
  - Trinity Episcopal Cathedral, Portland[36]
- Pennsylvania
  - St. Mark’s Episcopal Church, Philadelphia[37]
- South Carolina
  - Trinity Episcopal Cathedral, Columbia[38]
- Texas
  - St. Vincent’s Cathedral (Anglican), Bedford
  - Church of the Incarnation, Dallas[39]
  - Saint Andrew’s Church, Fort Worth
  - Cathedral of Our Lady of Walsingham, Houston[40]
  - St. John the Divine Episcopal Church, Houston
- Virginia
  - Christ Church, Alexandria[41]
- Washington
  - Epiphany Parish, Seattle[42]
  - St. Mark’s Episcopal Cathedral, Seattle[43]
  - Trinity Parish Church, Seattle[44]

### Kanada
- The chapel of Trinity College, Toronto[45]
- Cathedral of St. John the Baptist (St. John’s)
- Christ Church Cathedral (Vancouver)
- St.-James-Kathedrale (Toronto)
- St. Thomas’s Anglican Church (Toronto)
- Cathedral Church of the Redeemer, Calgary
- St. Paul’s Cathedral (London, Ontario)
- Royal St. George’s College, Toronto
- St. Barnabas, Apostle and Martyr Anglican Church, Ottawa
- St. George’s Cathedral (Kingston, Ontario)

### Westafrika

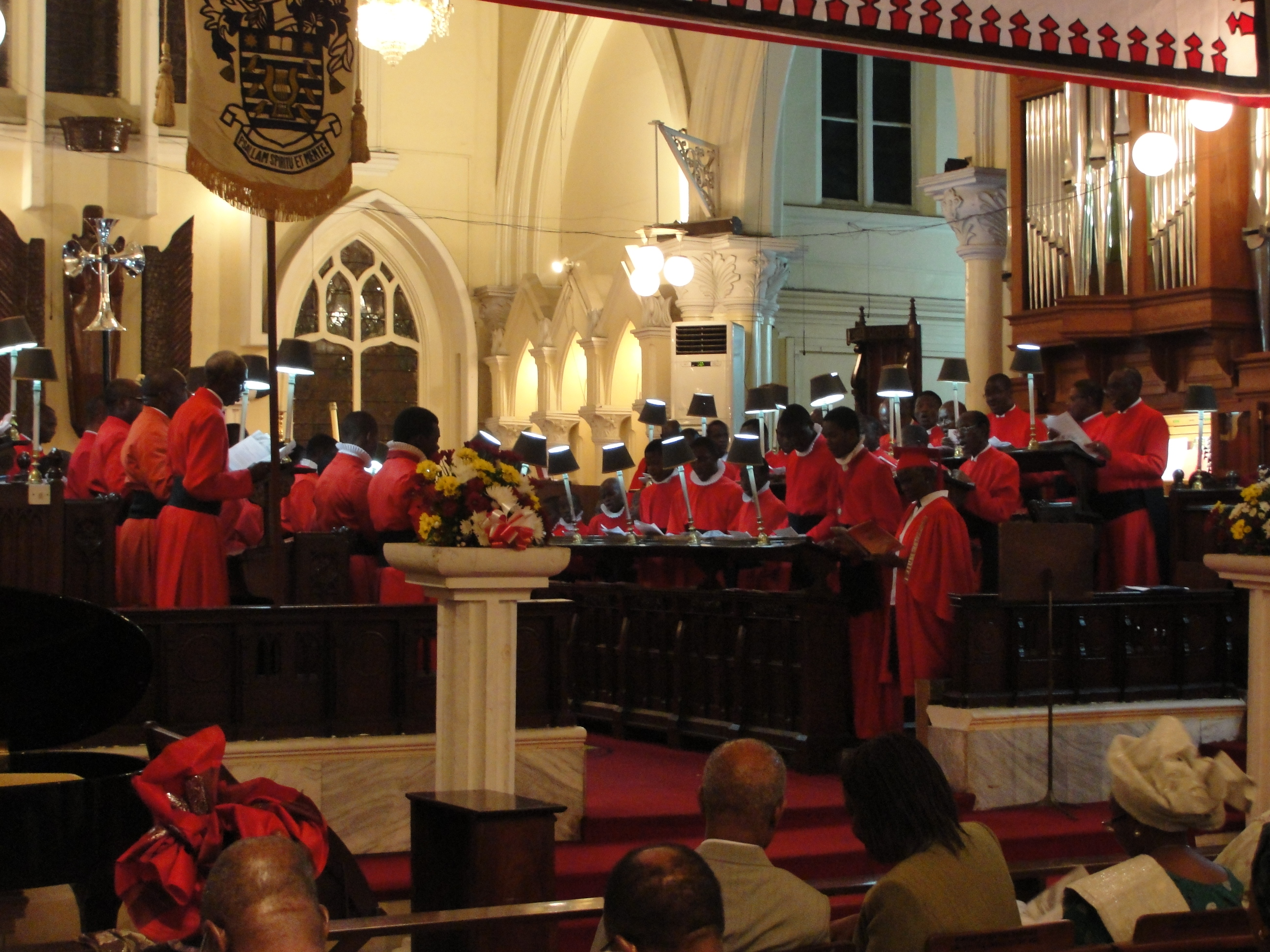
Christchurch Cathedral Choir in Lagos, Westafrika singt den Evensong

- Cathedral Church of Christ, Lagos[46]

### Südafrika
- St Cyprian’s Cathedral, Kimberley
- St Michael and St George Cathedral, Makhanda
- St Michael & All Angels, Observatory, Kapstadt
- Christ Church Arcadia, Pretoria

### Australien

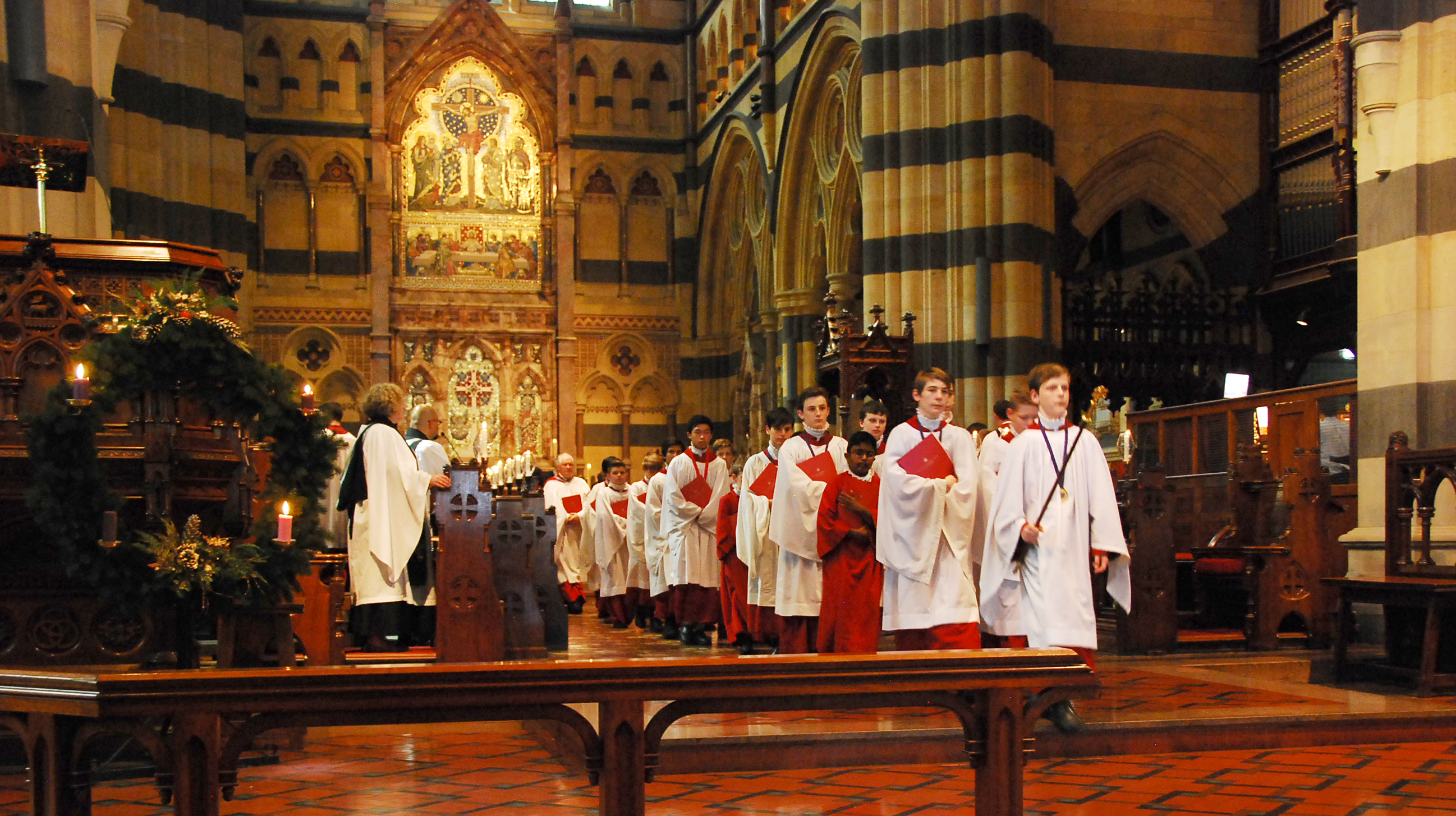
Chorprozession in der Pauluskathedrale (Melbourne)

- Pauluskathedrale, Melbourne (täglich)

- Christ Church, North Adelaide (sonntags)
- Christ Church Cathedral, Newcastle (New South Wales)
- Christ Church St Laurence, Sydney (sonntags)
- Holy Trinity Cathedral, Wangaratta (einmal die Woche)
- St Andrew’s Cathedral, Sydney (donnerstags)
- St George&#143;’s Cathedral, Perth (sonntags)
- St.-James-Kirche, Sydney (sonntags oder mittwochs)
- St John’s Cathedral, Brisbane (einmal die Woche)
- St John’s College, University of Queensland (mittwochs während der Semesterzeit)
- St Peter’s Cathedral, Adelaide (sonntags)
- St Peter’s, Eastern Hill Melbourne (sonntags mit Segnung am vierten Sonntag des Monats)
- Trinity College, University of Melbourne (sonntags während der Semesterzeit)
- St Paul’s College, University of Sydney (dienstags während der Semesterzeit)

- All Saints’ East St Kilda Melbourne (mit Segnung am ersten Sonntag im Monat)
- All Saints, Wickham Terrace Brisbane (mit Segnung am ersten Sonntag im Monat)
- Christ Church, South Yarra Melbourne (dritter Sonntag im Monat)
- St Andrew’s Church, Brighton Melbourne (zweiter Sonntag und vierter Sonntag im Monat)
- St Paul’s Cathedral, Bendigo Bendigo (letzter Sonntag im Monat)
- St David’s Cathedral, Hobart (vierter Sonntag im Monat)
- St James Old Cathedral Melbourne (vierter Sonntag im Monat)
- St John’s, Malvern East Melbourne (erster Sonntag im Monat, außer Januar)
- St Paul’s Church, Manuka Canberra (dritter Sonntag im Monat)
- St Silas, Albert Park Melbourne (dritter Sonntag im Monat)
- Holy Trinity Church, Fortitude Valley, Brisbane (dritter Sonntag im Monat)
- Pilgrim Uniting Church, Adelaide (dritter Sonntag im Monat)

### Neuseeland
- Holy Trinity Cathedral, Auckland
- Saint Paul’s Cathedral, Wellington[47]
- Transitional pro Cathedral, Christchurch[48]
- Church of St Michael and All Angels, Christchurch
- St Paul’s Cathedral, Dunedin[49]

### Hongkong
- St John’s Cathedral, Hongkong (dritter Sonntag im Monat)[50]

### Singapur
- St Andrew’s Cathedral, Singapur[51]

### Malaysia
- St Mary’s Cathedral, Kuala Lumpur[52]

### Japan
- Rikkyo All Saints’ Chapel, Tokio (freitags während der Semesterzeit)[53]
- Rikkyo St. Paul’s Chapel, Saitama (erster Montag im Monat während der Semesterzeit)[54]

### Nicht-Anglikanische Kirchen
Die Popularität des Evensongs erstreckt sich auch auf andere Kirchengemeinschaften, besonders auf die Presbyterian Church (U.S.A.) und die Evangelisch-methodistische Kirchen, die ihn nach der Ordnung des Common Worship singen. Beispiele dafür finden sich in der Fourth Presbyterian Church (Chicago) und der Independent Presbyterian Church (Birmingham, Alabama), wo der Evensong auf einer saisonalen Basis angeboten wird, ähnlich wie in der Peachtree Road United Methodist Church in Atlanta, Georgia. Die römisch-katholische Basilika St. Nikolaus (Amsterdam) pflegt den „Choral Evensong“ samstags, allerdings ohne Offiziantin oder Offiziant. Auch im Frankfurter Dom steht der von der Frankfurter Domsingschule regelmäßig gesungene Evensong im Zeichen der Ökumene. In der Hamburger Hauptkirche St. Petri werden gelegentlich Evensongs abgehalten, ggf. auch mit Beteiligung eines Chores als „Choral Evensong“. Stellenweise werden die Evensongs auf dem YouTube-Kanal der Kirche übertragen. Auch in der Kölner Basilika St. Severin werden in unregelmäßigen Abständen Evensongs gefeiert. Die Evensongs im Hochchor der Basilika werden zumeist vom Kammerchor St. Severin gestaltet. Im Passauer Dom hat 2020 und 2022 jeweils ein Evensong stattgefunden, im Bamberger Dom gestaltet die Capella Henrici viermal jährlich Evensongs. Regelmäßig gepflegt wird der Evensong auch in der Petrikirche in Mülheim (Ruhr) und der Schottenkirche (Regensburg). Der Salzburger Komponist und Kirchenmusiker Andreas Gassner, Leiter des Kirchenmusikreferates der Erzdiözese Salzburg, hat mit dem „Salzburger Evensong“ ein deutschsprachiges Modell des Choral Evensongs vorgelegt, das der Ästhetik des anglikanischen Originals sehr nahe kommt. Zum Salzburger Evensong sind im Salzburger Kirchenmusikreferat Notenpublikationen in verschiedenen Schwierigkeitsgraden erschienen, die die komplette Durchführung eines Choral Evensongs in deutscher Sprache ermöglichen. In verschiedenen Kirchen der Erzdiözese Salzburg finden immer wieder Salzburger Evensongs statt, insbesondere in der Pfarrkirche Bischofshofen, wo Andreas Gassner als Organist und Kirchenmusiker tätig ist.

## Rundfunk/Fernsehen

Choral Evensong, mittwochs um 15.30 Uhr (Live-Übertragung)

Die BBC sendet seit 1926 einmal in der Woche einen „Choral Evensong“. Er wird meist live im BBC Radio 3 am Mittwoch um 15.30 Uhr gesendet und am folgenden Sonntag wiederholt. Vom Februar 2007 bis September 2008 war der „Choral Evensong“ nur sonntags gesendet worden. Die Live-Übertragung erfolgt häufig aus einer Kathedrale oder Universitätskirche der Church of England, manchmal aber auch aus einer Kirche irgendwo in der Welt. Die jeweils zuletzt ausgestrahlte Sendung ist immer eine Woche lang auf dem BBC iPlayer abrufbar. Dort gibt es auch ein Archiv weiterer Sendungen des „Choral Evensongs“.